# Moč
Móč je skalarna fizikalna količina, določena kot delo, opravljeno v enoti časa. Navadno se jo označuje z oznako P.
Pri mehanskih sistemih, v katerih je sprememba energije enaka sprejetemu ali oddanemu delu, je moč enaka kar odvodu dela W po času t:
{\displaystyle P={\frac {\mathrm {d} W}{\mathrm {d} t}}\!\,.}
Pri premem gibanju je moč enaka skalarnemu produktu hitrosti prijemališča sile in komponente sile v smeri hitrosti:
{\displaystyle P=\mathbf {F} \cdot \mathbf {v} \!\,.}
pri vrtenju pa je moč enaka skalarnemu produktu navora in kotne hitrosti:
{\displaystyle P=\mathbf {M} \cdot \mathbf {\omega } \!\,.}

## Električna moč
Pri enosmernem električnem toku se moč izračuna kot zmnožek napetosti U in toka I:
{\displaystyle P=U\,I\!\,.}
Pri izmeničnem električnem toku je treba upoštevati, da napetost in tok nista v fazi. Moč se zato izračuna kot zmnožek efektivne napetosti Ueff, efektivnega toka Ieff in kosinusa kota faznega zamika φ med tokom in napetostjo:
{\displaystyle P=U_{\mathrm {eff} }\,I_{\mathrm {eff} }\,\cos \phi \!\,.}
Fazni kot je relativna vrednost časovne zakasnitve glede na periodo sinusnega signala, pomnožena z {\displaystyle 2\pi }.
Za tako izračunano moč se uporablja tudi izraz efektivna električna moč ali tudi delovna moč. V vezjih s kapacitivnimi in induktivnimi elementi (kondenzatorji, dušilke ali kar parazitne kapacitivnosti in induktivnosti) obstaja tudi jalova moč, ki je potrebna za ustvarjanje električnih in magnetnih polj v teh elementih. Izračuna se kot:
{\displaystyle Q=U_{\mathrm {eff} }\,I_{\mathrm {eff} }\,\sin \phi \!\,.}
Kadar se fazni zamik ne upošteva, je rezultat tako imenovana navidezna moč. Vse tri električne moči so povezane z zvezo:
{\displaystyle S^{2}=P^{2}+Q^{2}\!\,.}

## Merjenje moči z vatmetrom
Moč motorjev se lahko meri s Pronyjevo zavoro. Električno moč se meri z wattmetrom, pri večfaznih sistemih se pomaga z več watmetri, ki se jih poveže z Aaronovo vezavo in sešteje merilne rezultate vseh watmetrov.
Z vatmetrom se meri delovno moč v vezju:
{\displaystyle P=U\,I\!\,.}
Pri merjenju moči z vatmetrom, sta se uporabili dve različni metodi in sicer, merjenje moči, ko je napetostni del vatmetra vezan pred tokovni del, torej, ko je voltmeter pred ampermetrom, in merjenje moči, ko je napetostni del vatmetra vezan za tokovnim delom, torej, ko je voltmeter za ampermetrom.
Pri uporabi metode »ampermeter za voltmetrom« je treba pri izračunu upoštevati še upornost tokovne tuljavice vatmetra:
Pw=U*I+Ia^2(Ra+Rwt)
Pri uporabi metode »ampermeter pred voltmetrom« pa je treba pri izračunu upoštevati še upornost napetostne tuljavice vatmetra:
Pw=U*I+Uv^2(1/Rv+1/Rwn)
Pri merilnem vezju v Multisimu se je namesto upornosti napetostne in tokovne tuljavice vatmetra vstavilo upore Rwn in Rwt.

## Enote za merjenje moči
Mednarodni sistem enot predpisuje za moč izpeljano enoto watt. Ob njem se za merjenje moči uporablja tudi enota konjska moč.
Za navajanje navidezne električne moči se uporablja tudi enota voltamper (VA), ki se je ne sme enačiti z wattom, ki je enota za efektivno (delovno) el. moč. Za navajanje jalove električne moči se uporablja enota var.
Seznam primerov moči v wattih je oblikovan za različne vire energij. Moči so združene v velikostnih redih.

## Pod '1'

### Zeptowatt (10-21watt)
- ~10 zW - Teh : povprečna moč radijskih signalov sonda Galileo (s planeta Jupiter) sprejeta na Zemlji s 70-metrsko anteno DSN.

### Femtowatt (10-15watt)
- 2,5 fW - Teh : najmanjša razlika v moči, ki jo še uspemo razločiti z anteno FM
- 10 fW (-110 dBm) - Teh : najmanjša razlika v moči, ki jo še uspemo razločiti z mobilnim telefonom

### Picowatt (10-12watt)
- 1 pW - BioMed : moč človeške celice